# 50/50 (film, 2011)
50/50 är en amerikansk dramakomedi från 2011, regisserad av Jonathan Levine och skriven av Will Reiser.
I rollerna finns Joseph Gordon-Levitt som Adam och Seth Rogen som Kyle. Filmen bygger på manusförfattaren Will Reisers egna upplevelser och handlar om hur Adam och hans omgivning hanterar det faktum att han diagnostiseras med cancer vid 27 års ålder.

## Rollista
| Joseph Gordon-Levitt | – Adam          |
| Seth Rogen           | – Kyle          |
| Anna Kendrick        | – Katherine     |
| Bryce Dallas Howard  | – Rachael       |
| Anjelica Huston      | – Diane         |
| Serge Houde          | – Richard       |
| Andrew Airlie        | – Dr. Ross      |
| Matt Frewer          | – Mitch         |
| Philip Baker Hall    | – Alan          |
| Donna Yamamoto       | – Dr. Walderson |
| Sugar Lyn Beard      | – Susan         |
| Yee Jee Tso          | – Dr. Lee       |
| Sarah Smyth          | – Jenny         |

## Utmärkelser
50/50 vann publikens pris när den visades vid Stockholms filmfestival 2011.